# Georgsdorf
Georgsdorf är en kommun och ort i Landkreis Grafschaft Bentheim i förbundslandet Niedersachsen i Tyskland.
Kommunen ingår i kommunalförbundet Samtgemeinde Neuenhaus tillsammans med ytterligare fyra kommuner.